# Каймакам
Це стаття про титул. Про однойменне військове звання див. Каймакам (військове звання).
Каймакам (тур. kaymakam, крим. qaymaqam, осман. قائم مقام від араб. قائم مقام [qā'im maqām] «місцеблюститель, намісник, заступник») — в Туреччині, на Північному Кіпрі і в Лівані, а раніше в Османській імперії — глава адміністрації повіту (тур. ilçe, осман. kaza) — адміністративно-територіальної одиниці другого рівня.
В Молдовському та Волоському князівствах каймакамом називався тимчасовий правитель, що назначався османським султаном у відсутність господаря.